# 기년법
기년법(紀年法, 영어: calendar system)은 년(年)을 세거나 기록하는 방법을 말한다.

## 종류
기년법에는 크게 다음과 같은 3가지 종류가 있다.
- 서력/그리스도 기원, 이슬람력, 불력/불멸기원, 인류기원 등 어떤 해를 시점으로 하여 경과년과 소급년을 세는 무한의 시스템(기원).
- 공통 기원(Common Era, CE)
- 군주의 즉위나 사건 등에 의해 리셋되는 유한한 시스템(연호).
- 간지(60년 주기) 및 인딕션(15년 주기, 로마력의 연기 계산법) 등 일정한 연수로 반복되는 순환식 시스템.

또한 일부 기년법을 제외하고 기원과 연호 모두 시작이 되는 해를 "0년"이 아닌 "1년"으로 정한다. 즉 기원으로부터 경과년수나 소급년수를 나태내는 기수년(주년)이 아니라 서수년(헤아리는 해)로 센다.

## 같이 보기
- 기원
- 역법